# Sid-Ahmed Serri
 (novembre 2015).
Si vous disposez d'ouvrages ou d'articles de référence ou si vous connaissez des sites web de qualité traitant du thème abordé ici, merci de compléter l'article en donnant les références utiles à sa vérifiabilité et en les liant à la section « Notes et références ».
Sid-Ahmed Serri (né le 3 novembre 1926 à la Casbah d'Alger, décédé le 15 novembre 2015 à Alger) est un musicien, professeur de musique et chanteur algérien.

## Biographie
Venant d'une famille de mélomanes, Sid-Ahmed Serri éprouve dès son plus jeune âge une forte passion pour la musique. En 1945, il adhère successivement aux associations El Andaloussia puis El Hayat qu'il quitte pour entrer à l'association El Djazaïria où il est admis dans la classe de musique dirigée par Abderrezak Fakhardji. 
Ses dons de chanteur le classent alors parmi les meilleurs et lui ouvrent, dès 1948, les studios de la radio puis ceux de la télévision qui lui permettront de se faire connaître du grand public. Lorsqu'en 1952 son professeur est nommé au Conservatoire d'Alger, les dirigeants d´El Djazaïria (devenue depuis peu El Djazaïria El Mossilia par la fusion de leurs associations) confient la classe supérieure à Sid-Ahmed Serri qui passe ainsi du statut d'élève à celui de professeur, statut qu'il conserve jusqu'en 1988 si l'on excepte une période d'interruption due à la guerre de libération nationale et à la restructuration de l'association au lendemain de l'indépendance de l'Algérie. Il dispense également par ailleurs des cours au Conservatoire d'Alger ainsi qu'à l'Institut National de Musique et à l'École Normale Supérieure. Entre 1988 et 1992, il s'attelle à la création et au développement d'une nouvelle association musicale: "El Djazaïria - Eth Thaâlibya".
En 1989, il est choisi et élu à l'unanimité par ses pairs comme président national de l'Association de sauvegarde et de promotion de la musique classique algérienne. En avril 2006, il est élu président de la Fédération nationale des associations de musique classique algérienne.
Sid-Ahmed Serri est l'auteur, en collaboration avec Rachid Mahi, d'un recueil de noubates andalouses, édité en 1997 puis réédité en 2002 et 2006 par l'Entreprise Nationale des Arts Graphiques (ENAG). Il a écrit en outre de nombreux et divers articles et études publiés dans la presse et les revues algériennes et a participé à des travaux et des interviews sur la musique classique algérienne. Entre 1998 et 2002, il réalise l'enregistrement sur CD de l'intégralité de son répertoire de musique classique algérienne.
Sid-Ahmed Serri a été le premier artiste lyrique à recevoir, en avril 1992, les insignes de l'Ordre du Mérite National.
Sid-Ahmed Serri décède le 15 novembre 2015 à Alger.

## Publications
- Chants Andalous - Recueil de poèmes des noubates de la musique "SANÂA", ENAG, 2006

## Discographie
- 1955 : enregistrement de deux disques 78 tours chez "Pacific"
- 1959 : enregistrement de quatre disques 45 tours chez "Teppaz"
- 1997 : sortie du premier disque compact CD

Après 1997 : 
- 2001 : "Nawba Hsin, Tarab arabo-andalou", vol. 3, maître Sid Ahmed SERRI & l'ensemble Albaycin, dirigé par maître Rachid GUERBAS.
- Deuxième CD édité et commercialisé en France (non distribué en Algérie en l'absence d'un distributeur)
- Cinq CD dans le genre "Aroubi"
- Un CD dans le mode "Rhaoui"
- Un CD de la nouba "Raml El Maya"
- Quarante-cinq CD de l'intégralité de son répertoire enregistré dans le cadre de la sauvegarde du patrimoine musical classique algérien.